# 구로사키정 (니가타현)
구로사키정(黒埼町)은 니가타현 북서에 존재했던 정이다. 2001년 1월 1일에 편입 합병에 의해 소멸되어 현재는 니가타시 니시구의 일부가 해당한다.

## 지리
니가타현의 북서부 시나노 강과 지류인 나카노구치 강의 서쪽에 위치한다. 북쪽 절반은 니가타시를 깊이 파고드는 형태로 인접해 있어 경제적으로도 니가타시와 일체감이 강하다.

## 역사
일대는 구로토리 베에 전설로 알려져 있으며, 인연이 있는 지명도 많다.
- 1888년 4월 1일 - 정촌제 시행과 함께 구로토리 촌, 도리하라 촌, 가네마키 촌, 기바촌, 이타이촌 5촌이 성립하였다.
- 1901년 11월 1일 - 5촌을 합병하여 구로사키촌이 되었다.
- 1973년 2월 1일 - 정으로 승격하였다.
- 1987년 - 마을의회 선거에서 막 당선된 마을의원 26명 중 과반수인 14명이 현의회 선거에 얽힌 공직선거법 위반 혐의로 체포되어 마을의회가 개회할 수 없는 상황이 되었다. 붙잡힌 14명은, 개선 전까지만 해도 대형점 진출을 둘러싼 아오키 타이치로 정장의 리베이트 의혹을, 백조 위원회를 만들어 추구했던 입장이었다.
- 2001년 1월 1일 - 니가타시와 합병되었다.

## 교통

### 도로
- 고속도로
  - 호쿠리쿠 자동차도
- 일반국도
  - 국도 8호선
  - 국도 17호선
  - 국도 116호선
  - 국도 289호선

### 철도
- 동일본 여객철도
  - 조에쓰 신칸센 - 나가오카, 다카사키, 도쿄 방면